# Províncies de l'Afganistan

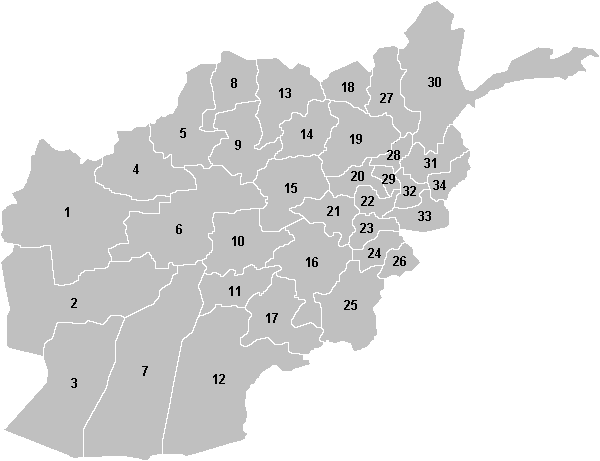
Mapa de les províncies de l'Afganistan

L'Afganistan té com a divisió administrativa primària el wilayat o província de les que n'hi ha 34: 
| Província               | Numeració en el mapa | Capital         | Habitants | Superfície (km²) | Nombre de districtes |
| ----------------------- | -------------------- | --------------- | --------- | ---------------- | -------------------- |
| Província de Badakhshan | 30                   | Fayzabad        | 823.000   | 44.059           | 29                   |
| Província de Badghis    | 4                    | Qala-e Naw      | 429.500   | 20.591           | 7                    |
| Província de Baghlan    | 19                   | Puli Khumri     | 779.000   | 21.118           | 16                   |
| Província de Balkh      | 13                   | Mazar-i Sharif  | 1.096.100 | 17.249           | 15                   |
| Província de Bamiyan    | 15                   | Bamiyan         | 387.300   | 14.175           | 7                    |
| Província de Deykandi   | 10                   | Nili            | 399.600   | 8.088            | 8                    |
| Província de Farah      | 2                    | Farah           | 438.000   | 48.471           | 11                   |
| Província de Faryab     | 5                    | Maimana         | 858.600   | 20.293           | 14                   |
| Província de Ghazni     | 16                   | Gazni           | 931.000   | 22.915           | 19                   |
| Província de Ghor       | 6                    | Tshaghtsharan   | 485.000   | 36.479           | 10                   |
| Província d'Helmand     | 7                    | Lashkargah      | 745.000   | 58.584           | 13                   |
| Província d'Herat       | 1                    | Herat           | 1.182.000 | 54.778           | 15                   |
| Província de Jowzjan    | 8                    | Sheberghan      | 441.000   | 11.798           | 9                    |
| Província de Kabul      | 22                   | Kabul           | 3.314.000 | 4.462            | 15                   |
| Província de Kandahar   | 12                   | Kandahar        | 886.000   | 54.022           | 17                   |
| Província de Kapisa     | 29                   | Mahmud-e Raqi   | 360.000   | 1.842            | 7                    |
| Província de Khost      | 26                   | Khost           | 300.000   | 4.152            | 13                   |
| Província de Kunar      | 34                   | Asadabad        | 321.000   | 4.942            | 15                   |
| Província de Kunduz     | 18                   | Kunduz          | 820.000   | 8.040            | 7                    |
| Província de Laghman    | 32                   | Mehtar Lam      | 373.000   | 3.843            | 5                    |
| Província de Lowgar     | 23                   | Pol-e Alam      | 292.000   | 3.880            | 7                    |
| Província de Nangarhar  | 33                   | Jalalabad       | 1.089.000 | 7.727            | 23                   |
| Província de Nimruz     | 3                    | Zarandj         | 149.000   | 41.005           | 5                    |
| Província de Nuristan   | 31                   | Parun           | 112.000   | 9.225            | 7                    |
| Província d'Oruzgan     | 11                   | Tarin Kot       | 627.000   | 22.696           | 6                    |
| Província de Paktika    | 25                   | Sharan          | 352.000   | 19.482           | 15                   |
| Província de Paktiya    | 24                   | Gardiz          | 415.000   | 6.432            | 11                   |
| Província de Panjshir   | 28                   | Bazarak         | 128,620   | 3.610            | 5                    |
| Província de Parwan     | 20                   | Charikar        | 726.000   | 5.974            | 9                    |
| Província de Samangan   | 14                   | Samangan        | 378.000   | 11.262           | 5                    |
| Província de Sar-e Pol  | 9                    | Sar-e Pol       | 468.000   | 15.999           | 6                    |
| Província de Takhar     | 27                   | Talukan         | 810.800   | 12.333           | 12                   |
| Província de Wardak     | 21                   | Meydan Chahr    | 413.000   | 8.938            | 9                    |
| Província de Zabul      | 17                   | Kalat-i-Ghilzai | 365.920   | 17.343           | 9                    |